# Indie (computerspellen)
Onder de noemer indie worden, naar analogie met de muziekindustrie, computerspellen geschaard die gemaakt zijn door kleine, onafhankelijke ontwikkelaars/ontwikkelstudio's. Het woord is afgeleid van independent, Engels voor onafhankelijk. De term indie is geen waterdichte definitie of genre, de spellen die ermee aangeduid worden zijn dan ook moeilijk te kenmerken. 
Voor zover er een lijn in te trekken valt, kan men stellen dat indie games gemaakt zijn door één ontwikkelaar of een klein ontwikkelaarsteam, zonder (financiële) tussenkomst van een uitgever. Ze zijn doorgaans het resultaat van een kunstzinnigere, innoverende aanpak. Ontwikkelaars van dit soort spellen werken meestal met een minimum aan financiële middelen. Daartegenover staat dat ze minder beperkt worden in hun creativiteit en ze geen verantwoording moeten afleggen tegenover uitgevers of geldschieters. Hoewel indie-videospellen hoofdzakelijk gehoor vinden bij een nichepubliek, zijn er nu en dan titels die uitgroeien tot een commercieel succes. Op de jaarlijkse Game Developers Conference worden tijdens het Independent Games Festival prijzen uitgereikt voor indie-spellen in verschillende categorieën.
Een voorbeeld van een groot succes was Minecraft waarmee ontwikkelaar Markus Persson een groot publiek heeft bereikt. Sinds zijn bedrijf Mojang is overgenomen door Microsoft wordt het niet meer als indie-ontwikkelaar gezien.
Andere bekende voorbeelden van indiegames zijn de games Five Nights at Freddy's, Super Meat Boy en Undertale.